# Mỏ to lưng đỏ
Carpodacus sipahi là một loài chim trong họ Fringillidae.